# Aciculites mediterranea
Aciculites mediterranea är en svampdjursart som beskrevs av Manconi, Serusi och Pisera 2006. Aciculites mediterranea ingår i släktet Aciculites och familjen Scleritodermidae.
Artens utbredningsområde är Italien. Inga underarter finns listade i Catalogue of Life.